# Росси, Пеллегрино
Пеллегрино Луиджи Эдоардо Росси (итал. Pellegrino Luigi Edoardo Rossi; род. 3 июля 1787, Каррара, Моденское герцогство (ныне Тоскана) — 15 ноября 1848, Рим, Папская область) — экономист, юрист и политический деятель Швейцарии, Франции и Папского государства, убит в Риме незадолго до революции 1849 года.

## Биография
Родился 3 июля 1787 года (по другим источникам — 13 июля) в Карраре, учился в Пизанском университете (1803—1804 годы), завершил высшее образование в Болонском университете (1806 год). В 1811 году открыл успешную адвокатскую практику в Болонье, там же преподавал гражданское право в лицее Святой Лучии, с 1814 года — преподаватель гражданского процесса, а также уголовного права и процесса в Болонском университете. 3 апреля 1815 года король Неаполя Иоахим Мюрат назначил Росси генеральным гражданским комиссаром  в завоёванных им провинциях между реками Тронто и По: департамент Рено (Dipartimento del Reno), Рубикон (Rubicone), Нижняя По (Basso Po) и Пинета (Pineta). После поражения и гибели наполеоновского маршала Росси эмигрировал в Швейцарию.
Стал преподавателем Кальвинистской академии в Женеве, в 1820 году принял швейцарское гражданство. В 1820—1833 годах состоял в Совете представителей, в 1831 году вошёл в комиссию по подготовке проекта новой конституции Швейцарии, известного как «пакт Росси», который должен был обеспечить компромисс между автономией кантонов и федерацией (конституция не была принята). В 1833 году получил кафедру политической экономии в парижском Коллеж де Франс, а в 1834 году — кафедру конституционного права в Сорбонне. Росси получил французское гражданство, в 1845 году был удостоен графского титула и направлен в Рим в качестве посла для переговоров об условиях изгнания из Франции иезуитов. С началом революционных событий в 1848 году потерял эту должность и остался в Папской области. Папа Римский Пий IX включил Росси в состав правительства, сформированного в сентябре 1848 года — он получил портфели министра внутренних дел и полиции, а также временно исполнял обязанности министра финансов. Проводил умеренно либеральную политику, пытаясь придать светский характер государственной власти Папы и предотвратить начало войны с Австрией, чем вызвал неприятие одновременно в реакционных и демократических кругах.
25 ноября 1848 года (по другим источникам — 15 ноября) Росси приехал в Палаццо делла Канчеллерия, где должен был выступить перед новоизбранным парламентом Папской области, и неизвестный террорист ударил его ножом в шею, перерезав яремную вену. Узнав о смерти министра, Пий IX сказал: Doveva finire così perché si era reso inviso a tutti («Он должен был закончить так, поскольку был ненавистен всем»). Через несколько лет состоялось судебное разбирательство, были выявлены пятеро подозреваемых, но обвинительный приговор не был вынесен ни одному из них.

## Основные труды
- Cours d’économie politique (1829—1841);
- Traité de droit pénal (1829);
- Mélanges d’économie politique, d’histoire et de philosophie (посмертное издание, 1857);
- Cours de droit constitutionnel (посмертное издание в 4 тт., 1866—1867).
- О распределении богатства в народе : (Работники, капиталисты и землевладельцы) / Пер. М. П. Щепкина — СПб., 1862. — 415 с.
- Основные начала уголовного права. / Пер. Г. Козополянского. — СПб., 1871—1872. — 2 т.